# Humanity Revolution Bangladesh
 (juin 2023).
Modèle:Infobox political party
Insaniyat Biplob Bangladesh (en français: La révolution de l'humanité au Bangladesh, ou Humanity Revolution Bangladesh 2) est un parti politique au Bangladesh fondé par Allama Imam Hayat en 2010. Le parti est souvent appelé Insaniyat ou Insaaniyat en Bengali.

## Histoire
Humanity Revolution Bangladesh a été officiellement créé en 2010. Le parti a été enregistré en 2023 après une décision favorable de la Cour suprême du Bangladesh qui a annulé le rejet initial par la Commission électorale du Bangladesh en 2017.

## Idéologie
Le parti prône l'établissement d'un État et d'un monde fondés sur des valeurs religieuses authentiques et sur l'humanité, intégrant des principes de pensée soufie.

## Symbole
Le symbole officiel d'Humanity Revolution Bangladesh est une rose blanche, incrustée bien en vue au centre du logo du parti. Cependant, en raison de la présence de la rose comme symbole électoral attribué à un autre parti enregistré, le Zaker Party, Humanity Revolution Bangladesh a reçu le symbole d'une pomme pour l'élection.

## Élections de 2018
En raison du rejet de leur enregistrement en 2017, le parti a présenté des candidats indépendants lors des élections générales de 2018. Huit candidats indépendants ont participé, mais aucun n'a remporté de siège. Le secrétaire général, Sheikh Rahan Afzal Rahbar, a contesté avec le symbole de la pomme, tandis que les autres candidats ont utilisé le symbole du lion,. Sabina Khatun Sabbi était la seule femme candidate de son district.

## Douzième Élection Nationale
Le parti a boycotté la douzième élection nationale, demandant la dissolution du parlement et le déploiement de l'armée pour superviser l'élection. La Haute Cour a rejeté leur requête, et une autre demande de supervision militaire après dissolution du parlement a également été rejetée,.

## Présence Internationale
Le parti est également connu sous le nom de Révolution Mondiale de l'Humanité et est enregistré en France et au Portugal, avec une inscription en cours au Royaume-Uni,.

## Activités Récentes
Le 2 août 2024, le parti a exprimé sa solidarité avec le mouvement étudiant pour la réforme des quotas, appelant à la démission du gouvernement pour les meurtres allégués d'étudiants pendant le mouvement. Ils ont également organisé une conférence de presse le 10 août 2024, demandant le retrait du leader de Hifazat et Charmonai Khalid Hasan du conseil consultatif du gouvernement intérimaire. Le 4 août 2024, une chaîne humaine a été formée pour exiger justice pour les attaques contre les étudiants lors du mouvement pour la réforme des quotas.